# Громбирж, Якуб
Я́куб Гро́мбирж (чеш. Jakub Grombíř; род. 1974) — чешский поэт и переводчик.
Окончил педагогический факультет Оломоуцкого университета. Опубликовал книги стихов «Первая книга Громбиржа» (чеш. První kniha Grombířova; 1999), «Осень с запахом меркаптана» (чеш. Podzim s vůní merkaptanu; 2003) и др., множество стихотворений и эссе в различных периодических изданиях Чехии. Выступает также как литературный и кинокритик. В произведениях Громбиржа широко представлена русская тема; ему принадлежат переводы на чешский язык стихотворений Дмитрия Григорьева, Валерия Земских, Михаила Бару, Бориса Кочейшвили, Сергея Бирюкова, Ивана Ахметьева, Ольги Зондберг, Дины Гатиной и других современных русских поэтов.